# Otholobium trianthum
Otholobium trianthum är en ärtväxtart som först beskrevs av Ernst Meyer, och fick sitt nu gällande namn av Charles Howard Stirton. Otholobium trianthum ingår i släktet Otholobium och familjen ärtväxter. Inga underarter finns listade i Catalogue of Life.